# Andrew York
Andrew York (1958) é um guitarrista clássico e compositor norte-americano.